# Додекакарбонил иридия
Додекакарбонил иридия — неорганическое соединение,
карбонильный комплекс иридия с формулой Ir4(CO)12,
оранжево-жёлтые кристаллы.

## Получение
- Действие монооксида углерода на иодид иридия(III):

{\displaystyle {\mathsf {4IrI_{3}+12CO\ {\xrightarrow {}}\ Ir_{4}(CO)_{12}+6I_{2}}}}
- При нагревании с кислотами или щелочами октакарбонила иридия:

{\displaystyle {\mathsf {2Ir_{2}(CO)_{8}\ {\xrightarrow {T}}\ Ir_{4}(CO)_{12}+4CO}}}

## Физические свойства
Додекакарбонил иридия образует оранжево-жёлтые кристаллы.